# Индекс подгруппы
Индекс подгруппы {\displaystyle H} в группе {\displaystyle G} ― число классов смежности в каждом (правом или левом) из разложений группы {\displaystyle G} по этой подгруппе {\displaystyle H} (в бесконечном случае ― мощность множества этих классов).
Индекс подгруппы {\displaystyle H} в группе {\displaystyle G} обычно обозначается {\displaystyle [G:H]}.

## Связанные определения
- Если число смежных классов конечно, то {\displaystyle H} называется подгруппой конечного индекса в {\displaystyle G}.

## Свойства
- Пересечение конечного числа подгрупп конечного индекса само имеет конечный индекс (теорема Пуанкаре).
- Произведение порядка подгруппы {\displaystyle H} на её индекс {\displaystyle [G:H]} равно порядку группы {\displaystyle G} (теорема Лагранжа).
  - Это соотношение имеет место как для конечной группы {\displaystyle G}, так и в случае бесконечной {\displaystyle G} ― для соответствующих мощностей.
- Формула Дея — рекурсивная формула для выражения числа {\displaystyle N_{n}} подгрупп данного индекса данной группы {\displaystyle G} через число гомоморфизмов {\displaystyle H_{n}} из {\displaystyle G} в симметрическую группу {\displaystyle S_{n}}.
{\displaystyle N_{n}={\frac {H_{n}}{(n-1)!}}-\sum _{i=1}^{n-1}{\frac {N_{i}{\cdot }H_{n-i}}{(n-i)!}}}